# 明德 (日本)
明德（1390年4月12日至1394年8月2日）是日本北朝的年號之一。這個時代的北朝天皇是後小松天皇，室町幕府征夷大將軍為足利義滿。

## 改元
- 康應二年三月二十六日（1390年4月12日）改元明德
- 明德三年（南朝元中九年）十月五日（1392年10月21日），南北朝統一，南朝元中年號廢除。
- 明德五年七月五日（1394年8月2日）改元應永

## 出處
- 《禮記·大學》：「大學之道，在明明德，在親民，在止於至善。」

## 紀年、西曆、干支對照表
| 明德       | 元年     | 二年     | 三年     | 四年   | 五年   |
| ---------- | -------- | -------- | -------- | ------ | ------ |
| 南朝年號   | 元中七年 | 元中八年 | 元中九年 |        |        |
| 儒略曆日期 | 1390年   | 1391年   | 1392年   | 1393年 | 1394年 |
| 干支       | 庚午     | 辛未     | 壬申     | 癸酉   | 甲戌   |